# IC 777
IC 777 ist eine Balken-Spiralgalaxie vom Hubble-Typ SBab im Sternbild Coma Berenices am Nordsternhimmel. Sie ist schätzungsweise 113 Millionen Lichtjahre von der Milchstraße entfernt und hat einen Durchmesser von etwa 40.000 Lichtjahren.

Im selben Himmelsareal befinden sich u. a. die Galaxien NGC 4251, NGC 4295, IC 3165, IC 3168.
Das Objekt wurde am 14. Mai 1866 vom US-amerikanischen Astronomen Truman Henry Safford entdeckt.